# Éruption du Kīlauea en 1955
L'éruption du Kīlauea en 1955 est une éruption volcanique qui s'est déroulée du 28 février au 26 mai 1955 sur le Kīlauea, le volcan le plus actif d'Hawaï, aux États-Unis.
Des fissures volcaniques s'ouvrent sur le rift Est, dans l'extrémité orientale de l'île d'Hawaï, entre 50 et 400 mètres d'altitude. Des coulées de lave s'en échappent et se dirigent vers l'océan Pacifique en détruisant des routes et des constructions. L'éruption ne fait aucun mort grâce aux évacuations des populations.